# Gunnar Höckert

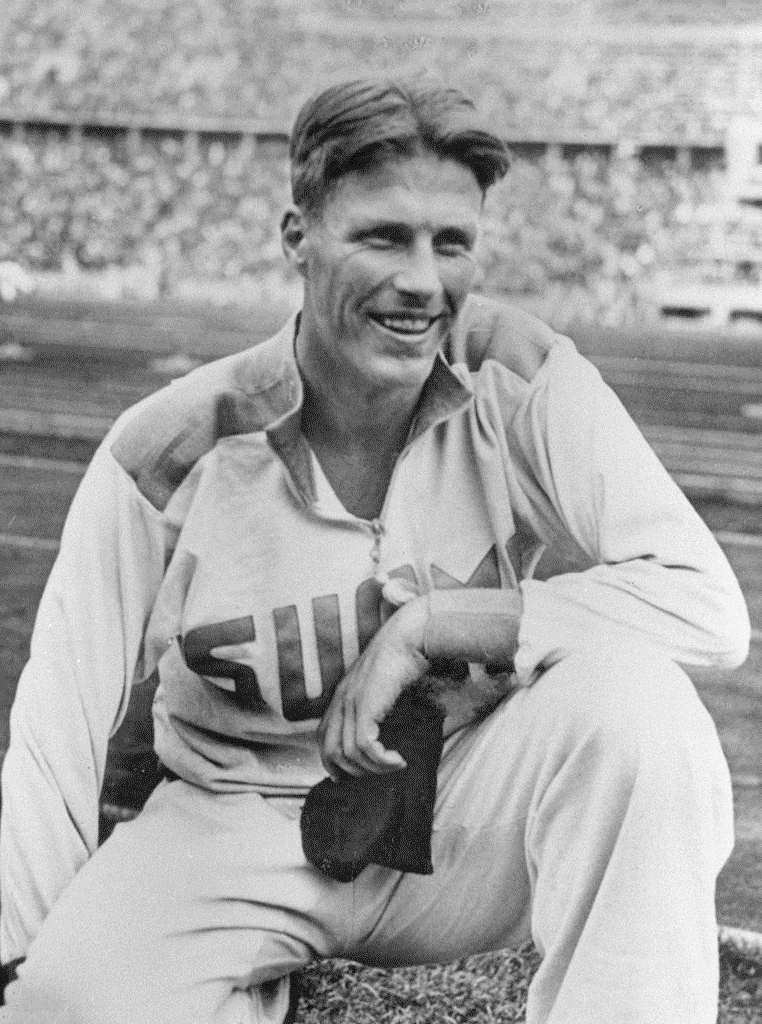
Gunnar Höckert 1936

Gunnar Mikael Höckert (* 12. Februar 1910 in Helsinki; † 11. Februar 1940 in Karelien) war ein finnischer Leichtathlet und war 1936 Olympiasieger über 5000 Meter.

## Biografie
Seine Familie war sehr wohlhabend und gehörte der Minderheit der Finnlandschweden an. Höckert hatte als Leichtathlet nur gerade eine einzige erfolgreiche Saison, nämlich 1936. Bei den Olympischen Spielen 1936 in Berlin startete Höckert über 5000 Meter. Er begann das Rennen mit einem forschen Tempo. Nach zwei Kilometern entwickelte sich das Rennen zu einem Zweikampf zwischen Höckert und Lauri Lehtinen, dem Olympiasieger von 1932 und Weltrekordhalter. In der letzten Runde konnte Höckert seinen Landsmann überholen und gewann das Rennen mit einer Jahresweltbestzeit (14:32,2 min).
Am 16. September 1936 stellte Höckert in Stockholm einen neuen Weltrekord über 3000 Meter auf (8:14,8 min). Eine Woche später folgte auf derselben Bahn ein Weltrekord über 2 Meilen (8:57,4 min). Nochmals eine Woche später egalisierte er in Malmö den Weltrekord über 2000 Meter (5:21,8 min). Der Rest von Höckerts Karriere war weniger erfolgreich, weil er an Rheuma litt. Er vermochte nie mehr die Zeiten zu erreichen, die er 1936 gelaufen war. Er meldete sich freiwillig zum Dienst in der finnischen Armee und kämpfte als Reserveleutnant im Winterkrieg gegen die Sowjetunion. Am Tag vor seinem 30. Geburtstag fiel er in Karelien.